# 朵列圖
朵列圖（？—1360年），字仲容，蒙古族，元朝濟寧路人。
朵列圖之父曾官至御史。朵列圖於至正十一年（1351年）登右榜進士第一，授承務郎、集賢修撰。後遷翰林待制，至正十七年（1357年）升任兵部郎中，宣慰江南。此後又擢升為某部尚書。至正二十年（1360）左右在福建去世。